# رودکی (جماعت)
رودکی جماعت و شهرکی در شمال غربی تاجیکستان است که در ناحیهٔ پنجکنت ولایت سغد قرار دارد. جمعیت این جماعت ۱۵٬۰۳۹ نفر است.
این روستا زادگاه رودکی شاعر پارسی‌گوی است.